# تارجي آسلاند
تارجي آسلاند (بالنرويجية البوكمول: Terje Aasland)‏ هو نقابي وسياسي نرويجي، ولد في 15 فبراير 1965 في شين في النرويج. حزبياً، نشط في حزب العمال. وقد انتخب عضو برلمان النرويج ‏ عن دائرة Telemark (Storting constituency) ‏ وقد انضم خلال فترته النيابية ‏  للكتلة البرلمانية حزب العمال.